# Грб Бахама
Грб Бахама је званични хералдички симбол карипске државе Бахама. Грб је прихваћен 1966. године, након осамостаљења државе.

## Опис грба
Грб чини штит подељен на два неједнака хоризонтална дела. У доњем делу је брод једрењак, а у горњем златно Сунце на плавом пољу. Шлем на врху штита је фронтално оријентисан, златне боје, са плаво-златним венцем. Челенка грба је шкољка. Држачи штита су сабљарка (са хералдички десне стране) и фламинго (са леве хералдичке стране). Одељак грба је подељен на два дела - приказ мора испод сабљарке и травњак испод фламинга. На златној траци исписан је мото - Forward, upward, onward together (Напред, више, даље заједно).

## Симболика
Брод представља караку Санта Марија Кристифор Колумбо, која плови под Сунцем. Држачи штита су националне животиње Бахама, а на дну се налази национални мото, док одељак симболизује географију острва - море и копно. Шкољка на челенци симболизује разноврсну морску флору и фауну острва.
Јарке боје на грбу представљају сјајну будућност острва.